# In My Head (canción de Queens of the Stone Age)
«In My Head» es una canción de la banda estadounidense de rock alternativo Queens of the Stone Age, incluida en el disco Lullabies to Paralyze y publicada como sencillo en junio de ese año. La canción apareció por primera vez en los volúmenes 9 y 10 de las Desert Sessions en 2003, donde se nombra como «In My Head... or Something». Posee una característica y simple melodía en La mayor, Sol mayor, Mi mayor y Do mayor con un cambio a Re mayor.
"In My Head" aparece en los videojuegos Need for Speed: Carbon (versión beta) y Need for Speed: Underground 2.

## Video musical
El video musical estuvo a cargo de Adam Levite conocido también como Associates in Science. El guitarrista Troy Van Leeuwen criticó el vídeo promocional de la canción: «Fue la única vez que escuchamos a la compañía de discos y fue una gilipollez enorme por nuestra parte. ¡El vídeo que hicimos para esa canción fue pésimo! Éramos tres de nosotros contra una pantalla verde con efectos añadidos después. Parecía un puto anuncio de Gap. Fue horrible. Horrible. Estábamos de gira así que no estábamos al tanto».

## Personal
Versión de las Desert Sessions
- Josh Homme - bajo, voz
- Josh Freese - batería
- Troy Van Leeuwen - guitarra
- Alain Johannes - guitarra
- Dean Ween - piano

Versión de Lullabies to Paralyze
- Josh Homme - bajo, voz
- Joey Castillo - batería, piano, percusión
- Troy Van Leeuwen - guitarra, voz
- Alain Johannes - guitarra

## Lista de canciones
1. «In My Head»
2. «I Think I Lost My Headache» (Live)
3. «Long Slow Goodbye» (Live from AOL Sessions)
4. «In My Head» Radio Edit (Video)

## Posicionamiento en listas
| Lista (2005)                            | Mejor posición |
| --------------------------------------- | -------------- |
| Estados Unidos (Modern Rock Tracks)     | 32             |
| Estados Unidos (Mainstream Rock Tracks) | 39             |
| Reino Unido (UK Singles Chart)          | 44             |